# Непоротове
Непоро́тів, Непоро́тово  (офіційно - Непоротове)— село в Україні, у Сокирянській міській громаді Дністровського району Чернівецької області.

## Історія села
Перша писемна згадка про село датується 1447 роком. На той час воно, як і вся Бессарабія входило до складу Молдовського князівства.
За даними на 1859 рік у власницькому селі Хотинського повіту Бессарабської губернії мешкало 940 осіб (465 чоловічої статі та 475 — жіночої), налічувалось 210 дворових господарств, існувала православна церква.
Станом на 1886 рік у власницькому селі Романкоуцької волості, мешкало 1119 осіб, налічувалось 204 дворових господарства, існували православна церква та пивоварний завод.
В листопаді 1918 року селище у складі Хотинського округу (рум. Judeţul Hotin) Бессарабії було окуповане Румунією. На 1930 рік кількість жителів оцінювалася у 1819 осіб.
1940 року перейшло до складу Української РСР, було організовано сільську раду.
18 березня 1941 року організовано колгосп імені Будьонного. З початком другої світової війни знову окупований румунським військом. 300 єврейських сімей вивезли до концтаборів, розстріляно 5 активістів села. Більш ніж 100 жителів пішли на фронт і половина з них загинула.
У період 1980—1981 років у зв'язку з будівництвом Дністровської ГАЕС, розпочалося масове переселення мешканців села, у результаті чого було переміщено 427 сімей (1271 чол.) у різні куточки України. Основній частині переселенців, які осіли в с. Михалково, надавалися земельні ділянки для будівництва житлових будинків. Переселенцям виплачувалися компенсації для придбання будівельних матеріалів, а також здійснювався продаж будівельних матеріалів за пільговими цінами. У ході проведених робіт по будівництву Дністровської ГАЕС було затоплено близько 500 га землі. Після переселення в с. Непоротів залишилося 60 дворів.

## Пам'ятки

### Домустьєрськие місцезнаходження
- Непоротове VI — місцезнаходження домустьєрського часу[3]

### Давньоруські городища XII-XIII століття
Два давньоруських городища розміщуються на високих берегах, на відстані 1,5 км одне від одного. Перше з них знаходиться на південний схід від села в урочищі Галиця. Тут збереглися два дугоподібні вали. Зовнішній вал, що відгороджує від поля майданчик діаметром близько 100 м. В його внутрішній частині виявлено культурний шар із знахідками XII-XIII століття. До городища примикає велике поселення — посад XII-XIII ст., на території якого знайдено залишки наземних дерев'яних будинків з глинобитними печами. Друге городище (XII-XIII ст.) розміщується на південь від села, на високому мису правого берега Дністра, в урочищі Щовб. Його площа з напільного боку обмежена дугоподібним валом.

### Поселення трипільської культури
- В центрі села, на другій терасі Дністра;
- За 2,5 км на північний захід від села, на першій надлуговій терасі р. Дністер, в урочищі Дубова;
- На південний схід від села, на високому мису правого берега Дністра в урочищі Галиця на території городища знахідки трипільської культури.

### Непоротівський Свято-Миколаївський православний скельно-печерний чоловічий монастир
Названо на честь Святого Миколи Чудотворця. За даними археологічних досліджень існував з давньоруського часу. Після періоду радянізації монастир відновив свою роботу у січні 1999 року завдяки двом братам–монахам, які завітали на хутір. Тут же, на руїнах монастиря, вони провели першу службу. Пізніше до них приєдналося ще 2-є монахів та 2-є послушників, які досі служать, працюють, займаються відбудовою монастиря.

## Видатні люди
- Боднар Катерина Филимонівна — Заслужений працівник культури України.
- Масловська Людмила Цезарівна — український науковець, економіко-географ, економіст, кандидат географічних наук, доцент, доктор економічних наук, професор[4].
- Сорокман Таміла Василівна — лікар-педіатр вищої категорії, Заслужений лікар України, доктор медичних наук, професор кафедри педіатрії та медичної генетики Буковинського державного медичного університету, декан медичного факультету.
- Холдєвич Михаїл Іванович — священик.

## Померли від голоду у 1946—1947 рр
За даними «Національної книги пам'яті жертв голодоморів» внаслідок голодомору 1946-1947 років у селі померли:
- Андрух Віктор Олександрович
- Бабенчук Олександра Василівна
- Бабинчук Марія Яківна
- Бабинчук Раман Маркович
- Бачинська Олександра Петрівна
- Білоткач Марія Прокопівна
- Білоткач Надія Григорівна
- Боднар Ірина Іллівна
- Боднарюк Ганна Федорівна
- Боясинська Марія Іванівна
- Грама Килина Антонівна
- Грама Марія Опанасівна
- Гуцол Карп Прохорович
- Дейбук Агафія Артемівна
- Дущак Федір Єремійович
- Дяк Віктор Маркович
- Дяк Єфросинія Артемівна
- Дяк Марія Артемівна
- Дяк Парасковія Петрівна
- Івонік Роман Олександрович
- Івонік Юхимія Пантелеймонівна
- Іжицька Мотрона Никифорівна
- Іжицький Василь Семенович
- Іясицька Ганна Семенівна
- Іясицька Ірина Федорівна
- Іясицька Юхимія Прокопівна
- Іяслуцький Олександр Кирилович
- Кушнір Микола Миколайович
- Скрипник Григорій Никифорович
- Скрипник Марія Олексіївна
- Ткач Ірина Філімонівна
- Ткач Олександр Васильович
- Трач Марія Іванівна
- Трач Парасковія Антонівна
- Трач Юхим Мойсейович
- Трач Юхимія Максимівна
- Урсул Георгій Максимович
- Фуга Григорій Петрович
- Черкасюк Олександр Парфенійович
- Чорний Василь Михайлович